# Kim Jung-hwa
Kim Jung Hwa, (sinh ngày 9 tháng 9 năm 1983) tại Seoul, là một nữ diễn viên Hàn Quốc.

## Sự nghiệp
Cô bắt đầu nghiệp diễn viên trong bộ phim truyền hình ăn khách Giày thủy tinh. Lúc đó người ta đã bắt đầu chú ý đến cô bởi một vẻ đẹp rất Tây và một tính cách mạnh mẽ. Sau đó cô tham gia vào phim Non Stop 2 và Hướng tới mặt trời. Tuy chỉ là một nhân vật phụ nhưng lối diễn xuất tự nhiên của cô đã chinh phục các khán giả khó tính. Theo ý kiến của họ thì Kim Jung Hwa vẫn hợp với Kwon Sang Woo hơn là bạn trai trong phim Kim Tae Woo nhiều. Sau sự thành công của Hướng tới mặt trời, cô trở thành một người mẫu sáng giá, một gương mặt quảng cáo nổi tiếng của truyền hình Hàn Quốc.
Nhưng đó mới chỉ là sự bắt đầu, vai chính đầu tiên của cô trong phim 1% of anything lôi kéo mọi sự chú ý của khán giả về cô. Nội dung phim kể về một mối tình mà tình yêu chỉ có 1% còn sự dối trá là 99% bởi lẽ thứ mà người kia đáng được hưởng thì người kia lại lấy mất. 1% of anything trở thành một phim rất ăn khách, hơn nữa kể từ sau bộ phim cô đã được bình chọn cùng với nam diễn viên Kang Dong Won là cặp đôi đẹp nhất trên màn ảnh. Không chỉ thế cô và Kang Dong Won được dư luận bàn tán xôn xao vì một nữ diễn viên trẻ triển vọng đóng chung với một người mẫu nam nổi tiếng nhất nhì Hàn Quốc. 1% of anything cũng giúp lăng xê tên tuổi của cô để rồi sau bộ phim này cô đã được đóng vai chính trong bộ phim điện ảnh đầu tiên của mình.
Một số bộ phim giúp tên tuổi của cô trở nên sáng chói hơn là Công chúa Bạch Tuyết, Ánh sáng tình yêu, Nữ gián điệp... Tất cả những bộ phim kể trên do Kim Jung Hwa đóng chính đều rất thành công, thu được một lượng khán giả xem phim kỉ lục. Không những thế, mỗi vai diễn đều phác họa lên tính cách chân thật, cởi mở của cô ngoài đời.
Kim Jung Hwa từng nhận được giải thưởng Nữ diễn viên triển vọng của kênh SBS (Hàn Quốc). Cô còn là một gương mặt diễn viên trẻ rất được yêu thích của truyền hình Hàn Quốc. Hơn nữa với xuất thân là người mẫu, Kim Jung Hwa lên các tạp chí thời trang đều đặn đến không ngờ và là một ngôi sao đóng quảng cáo nổi tiếng. Tài năng của cô còn rạng rỡ trong sự nghiệp ca hát, làm DJ trên radio và là người dẫn chương trình xuất sắc.

## Phim

### Truyền hình
- Mine（tvN, 2021）vai Suzy Choi
- Oh My Baby（tvN, 2020）vai Jung In-ah
- Mothers（tvN, 2020）vai Oh Min-ju[1]
- Eccentric! Chef Moon（Channel A, 2020）vai Yoo Hyo-myeong[2]
- Stove League（SBS, 2019 - 2020）vai Yoo Jeong-in[3]
- Lời thú tội（tvN,2019）vai Jenny Song
- Dear my Room（O'live,2018）vai Sim Eun-jung[4]
- 20th Century Boy and Girl（MBC, 2017）
- D-Day（năm 2015, JTBC）vai Eun So-yul[5]
- Dating Agency: Cyrano（tvN,2013）vai Lee Seol[6]
- She Is Wow（tvN,2013）(Vai diễn khách mời)[7]
- Ugly Cake（MBC, 2012）vai Kim Joo-hee[8]
- Gwanggaeto, The Great Conqueror（KBS, 2011 - 2012）vai Seol Ji[9]
- Cuộc sống tuyệt vời（SBS, 2010）vai Woo Geum-ji (Vai diễn khách mời)
- Good Job（MBC, 2009）vai Na Mi-ra
- Vương quốc của gió - The Kingdom of The Winds（KBS2,2008 - 2009）vai Princess Yi-ji
- Night after Night（MBC, 2008）vai Wang Joo-hyeon[10]
- Things We Do That We Know We Will Regret（KBS2,2008）vai Kim In-ah[11]
- Cuộc chiến kim tiền（SBS, 2007）vai Lee Cha-yeon
- The Devil That Pours Red Wine（MBC Every 1, 2007）vai Min Soo-yeon
- Three-Leaf Clover（SBS, 2005）vai Park Yeon Hee
- Công chúa Bạch Tuyết– Snow White: Taste Sweet Love（KBS2,2004）vai Ma Young-hee
- Hạnh phúc bất ngờ– Something About 1% （MBC, 2003）vai Kim Da-hyun
- Hướng tới mặt trời– Into The Sun（SBS, 2003）vai Kang Soo-jin
- Nonstop 3（MBC, 2002 - 2003）vai Kim Jung-hwa
- Giày thủy tinh（SBS, 2002）vai Park Yeon-woong
- NEW Nonstop（MBC, 2002）vai Kim Jung-hwa

### Điện ảnh
- Ensemble（2020）vai Hye-young[12]
- Student A（2018）vai Mi-rae's mother
- Thám tử K: Ma cà rồng báo thù（2018） vai Choi Jae-hee
- Seondal: The Man Who Sells the River（2016）
- Solid but Fluid (3D short film)（2012）vai Jin-young
- Read My Lips（2010）vai Jung-hwa[13]
- Tokyo Taxi（2010）vai Tiếp viên hàng không(Vai diễn khách mời)
- Dooly and Me (short film)（2008）vai Soon-ok
- The Elephant on the Bike（2007）vai Ji Ha-kyung
- No Regret（2006）vai Shim Hyun-woo(Vai diễn khách mời)
- Spy Girl（2004）vai Park Hyo-jin/Rim Kye-soon